# Mingrelski jezik
Mingrelski jezik (margaluri, megrel, megruli; ISO 639-3: xmf), jezik zanske skupine kartvelskih jezika kojim govore pripadnici etničke grupe Mingreli, narod koji sam sebe naziva Margaluri. Mingrelski se govori u nizinama zapadne Gruzije.
S čanskim jezikom se klasificiraju u istu skupinu, ali ova dva jezika nisu međusobno razumljiva. Pismo: gruzijsko.

## Vanjske poveznice
- Ethnologue (14th)
- Ethnologue (15th)